# Гуттенберг (Верхняя Франкония)
Гуттенберг (нем. Guttenberg) — община в Германии, в земле Бавария.
Подчиняется административному округу Верхняя Франкония. Входит в состав района Кульмбах. Население составляет 536 человек (на 31 декабря 2010 года). Занимает площадь 10,66 км².
Коммуна подразделяется на 14 сельских округов.

## Административное деление
| - Брайтенройт (нем. Breitenreuth) - Бух (нем. Buch) - Эег (нем. Eeg) - Гуттенберг (нем. Guttenberg) - Кальтенштауден (нем. Kaltenstauden) - Майерхоф (нем. Maierhof) - Мессенгрунд (нем. Messengrund) | - Мёренройт (нем. Möhrenreuth) - Нойенвиртсхаус (нем. Neuenwirtshaus) - Пфаффенройт (нем. Pfaffenreuth) - Штрайхенройт (нем. Streichenreuth) - Торкель (нем. Torkel) - Торшенкнок (нем. Torschenknock) - Фогтендорф (нем. Vogtendorf) |

## Население
По оценке на 31 декабря 2015 года население общины Гуттенберг составляет 501 чел. 

| Дата      | 1840 | 1871 | 1900 | 1925 | 1939 | 1950 | 1961 | 1970 | 1987 | 2011 |
| --------- | ---- | ---- | ---- | ---- | ---- | ---- | ---- | ---- | ---- | ---- |
| Население | 1113 | 1112 | 819  | 704  | 611  | 846  | 657  | 618  | 502  | 538  |

| Год       | 1960 | 1970 | 1980 | 1990 | 2000 | 2009 | 2010 | 2011 | 2012 | 2013 | 2014 | 2015 |
| --------- | ---- | ---- | ---- | ---- | ---- | ---- | ---- | ---- | ---- | ---- | ---- | ---- |
| Население | 771  | 610  | 511  | 527  | 569  | 549  | 536  | 538  | 523  | 519  | 505  | 501  |